# Revolta dos Faitiões
A Revolta dos Faitiões foi uma insurreição armada contra o domínio português em  Macau, que ocorreu a 8 de Outubro de 1846. A revolta fora motivada pelo lançamento de impostos sobre os barcos ligeiros chineses, conhecidos como faitiões (do chinês fai teang), implementados por João Maria Ferreira do Amaral, que foi nomeado Governador de Macau a 21 de Abril de 1846, na sequência da Primeira Guerra do Ópio, quando os portugueses queriam fazer valer os seus direitos contra a China, derrotada pelo Império Britânico nas guerras do ópio, e resistir ao poder britânico.
Os novos regulamentos sugeridos pelo procurador Manuel Pereira, exigiam que todos os faitiões chineses fossem registados e pagassem uma taxa de uma pataca por mês. A 3 de Outubro, João Maria Ferreira do Amaral mandou Manuel Pereira prender qualquer barqueiro que se recusasse a pagar o novo imposto. Muitos chineses protestaram no Pagode Novo. A 7 de Outubro, cerca de quarenta faitiões entraram no Porto Interior e no dia seguinte um grande número desembarcou com três canhões e marcharam em direcção à Freguesia de Santo António, onde combateram contra um grupo de sipaios (soldados nativos pagos pelos portugueses). Os reforços portugueses chegaram pouco depois e dispersaram a multidão, ao passo que a Fortaleza do Monte abriu fogo contra os juncos chineses. Embora as baixas dos revoltosos tenham sido numerosas, não se registaram baixas grave do lado português.
Os chineses da cidade responderam às acções militares de João Maria Ferreira do Amaral suspendendo o fornecimento de mantimentos, mas quando o governador ameaçou destruir o bairro chinês, os chineses cederam e entregaram os mantimentos. Na manhã de 9 de Outubro, todas as lojas em Macau abriram as portas para negócio como de costume. A 10 de Outubro, dois mandarins chegaram a Macau para felicitar o governador por ter restaurado a ordem e assegurado os laços de amizade com a China.